# Planomyia browni
Planomyia browni là một loài ruồi trong họ Tachinidae.